# Helge Andreas Norbakken

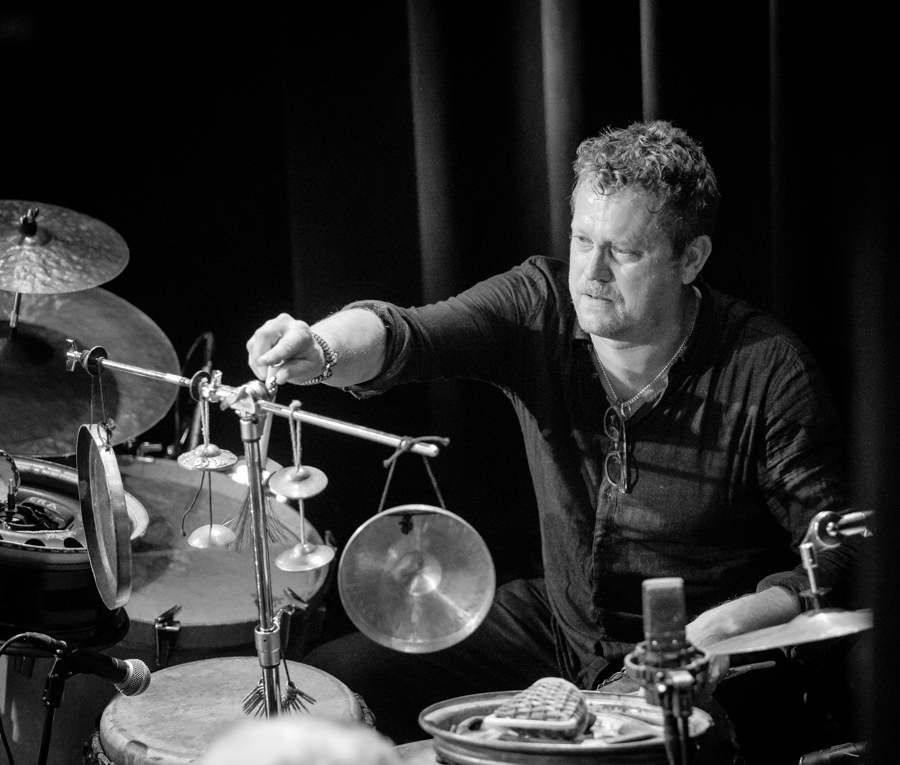
Helge Andreas Norbakken (2017)

Helge Andreas Norbakken (* 1965 in Tromsø) ist ein norwegischer Schlagzeuger.

## Wirken
Norbakken spielte zusammen mit Mari Boine, Kari Bremnes, Maria João, aber auch mit Jon Balke, Daniel Herskedal, Karl Seglem und Solveig Slettahjell. Sein Schlagzeug ist recht ungewöhnlich aufgebaut (so spielt er eine sehr tief abgestimmte Rototom mit der Fußmaschine als Basstrommel, während er die eigentliche Basstrommel mit den Händen schlägt) und enthält teilweise selbstgebaute oder modifizierte Schlaginstrumente (Becken, Bleche) und Alltagsgegenstände (Autostahlfelgen auf Beckenständern). Daneben verwendet er afrikanische Trommeln. Dieses Set spielt er vorzugsweise mit Hotrods (besenähnliche Stöcke) und Reisigbündeln und gelegentlich mit den bloßen Händen. Sein Stil ist sehr zurückhaltend, und nur selten (und bei Schlagzeugsolos) kommt es zu explosiven Momenten.
Im Projekt Heartbeat arbeitete er mit dem Trompeter Herbert Walser, dem Saxophonisten Andreas Krennerich und dem Bassisten Florian King zusammen. 2017 trat er mit der Sängerin Ragnheiður Gröndal, dem Gitarristen Hilmar Jensson und der NDR-Bigband unter Leitung von Geir Lysne auf. Zu hören ist er auch auf Daniel Herskedals Alben A Single Sunbeam (2024) und Movements of Air (2025).

## Diskografie (Auswahl)
- Mari Boine Leahkastin 1994
- Mari Boine eallin / live 1996
- Mari Boine BALVVOSTLATJNA / room of worship 1998
- Kari Bremnes  Svarta Björn 1998
- Maria João & Mário Laginha chorinho feliz 2000
- Maria João & Mário Laginha Mumadji 2001
- Kari Bremnes Reise 2007
- Mathias Eick Midwest 2015